# Timbuka granadensis
Timbuka granadensis là một loài nhện trong họ Anyphaenidae.
Loài này thuộc chi Timbuka. Timbuka granadensis được Eugen von Keyserling miêu tả năm 1879.